# Onesia fuscata
Onesia fuscata este o specie de muște din genul Onesia, familia Calliphoridae, descrisă de Hiromu Kurahashi în anul 1984. Conform Catalogue of Life specia Onesia fuscata nu are subspecii cunoscute.